# Hobergslidens naturreservat
Hobergslidens naturreservat är ett naturreservat i Skellefteå kommun i Västerbottens län.
Området är naturskyddat sedan 2023 och är 242 hektar stort. Reservatet ligger norr om Jörn och består av Hobergslidens sluttningar täckta av gammal tallskog med inslag av grova björkar